# 绣峰站
绣峰站是位于黑龙江省塔河县塔河林业局绣峰林场的一个铁路车站，有富西铁路经过该站，车站及其上下行区间均未电气化，距离富裕站655公里。车站于1970年开站，目前隶属哈尔滨铁路局加格达奇车务段，是四等站；车站办理列车的接发、会让和旅客乘降工作，客运每日有两趟慢车停靠，无货运业务，后随塔河林业局绣峰林场关停，客流减少。
车站地处伊勒呼里山北坡，站房面积300平方米，其中候车室、售票厅、行包房面积分别为54平方米、11平方米和18平方米。站场设有3条股道:404。